# Маунт-Карбон (Західна Вірджинія)
Маунт-Карбон (англ. Mount Carbon) — переписна місцевість (CDP) в США, в окрузі Фаєтт штату Західна Вірджинія. Населення — 341 особа (2020).

## Географія
Маунт-Карбон розташований за координатами 38°8′37″ пн. ш. 81°17′20″ зх. д. / 38.14361° пн. ш. 81.28889° зх. д. (38.143707, -81.288943).  За даними Бюро перепису населення США в 2010 році переписна місцевість мала площу 0,63 км², з яких 0,39 км² — суходіл та 0,24 км² — водойми.

## Демографія
Згідно з переписом 2010 року, у переписній місцевості мешкало 428 осіб у 173 домогосподарствах у складі 138 родин. Густота населення становила 684 особи/км².  Було 178 помешкань (285/км²).
Расовий склад населення:
| - 95,1 % — білих - 1,9 % — чорних або афроамериканців - 1,4 % — азіатів |

До двох чи більше рас належало 1,6 %. Частка іспаномовних становила 0,2 % від усіх жителів.
За віковим діапазоном населення розподілялося таким чином: 21,3 % — особи молодші 18 років, 66,6 % — особи у віці 18—64 років, 12,1 % — особи у віці 65 років та старші. Медіана віку мешканця становила 38,7 року. На 100 осіб жіночої статі у переписній місцевості припадало 95,4 чоловіків;  на 100 жінок у віці від 18 років та старших — 98,2 чоловіків також старших 18 років.
Середній дохід на одне домашнє господарство  становив 58 725 доларів США (медіана — 38 378), а середній дохід на одну сім'ю — 65 136 доларів (медіана — 38 879). За межею бідності перебувало 29,2 % осіб, у тому числі 50,6 % дітей у віці до 18 років та 0,0 % осіб у віці 65 років та старших.
Цивільне працевлаштоване населення становило 109 осіб. Основні галузі зайнятості: освіта, охорона здоров'я та соціальна допомога — 34,9 %, транспорт — 25,7 %, інформація — 13,8 %, мистецтво, розваги та відпочинок — 11,0 %.